# Rettenbach (Pfaffing)
Rettenbach ist ein Gemeindeteil der Gemeinde Pfaffing im Landkreis Rosenheim. Es wurde im Jahre 1525 gegründet.
Der Priester Tutilo übergibt mit seinen Verwandten Oazo und Cozillo ein Bethaus zu Rettenbach im Jahre 791.
Am 1. Januar 1970 wurde die bis dahin selbständige Gemeinde in den Nachbarort Pfaffing eingegliedert.